# Contea di Hughes (Oklahoma)
La contea di Hughes (in inglese Hughes County) è una contea dello Stato dell'Oklahoma, negli Stati Uniti. La popolazione al censimento del 2000 era di 14 154 abitanti. Il capoluogo di contea è Holdenville.